# Packard Monocilíndrico

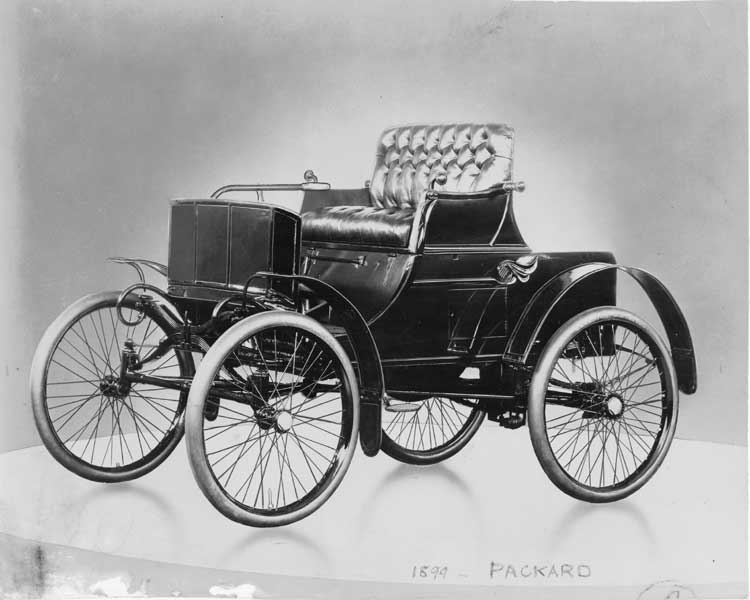
Packard Model A

Los Packard Monocilíndricos ("Single cylinder" en inglés) son un grupo de automóviles fabricados por la compañía Packard entre 1899 y 1903 en Warren (Ohio). El Model K de cuatro cilindros se introdujo en 1903.

## Modelos
Model A (1899): El Modelo A fue el primer automóvil producido por Packard Motor Company. Solo se fabricaron cinco ejemplares. El último producido fue también el primero que Packard vendió, a un hombre de negocios de Warren, Ohio, llamado George Kirkham.
| Modelo | Motor                                                      | HP | Transmisión              | Distancia entre ejes    |
| ------ | ---------------------------------------------------------- | -- | ------------------------ | ----------------------- |
| A      | 142,6 plg³ (2,3 L) bloque de hierro fundido monocilíndrico | 9  | 2-marchas con planetario | 71,5 pulgadas (1816 mm) |

Model B (1900–1901): El Modelo B fue el segundo modelo producido por Packard. La dirección seguía siendo una palanca, pero ahora se usaba un pedal para controlar la velocidad en lugar de una palanca como en el Modelo A.
| Modelo | Motor                                                      | HP | Transmisión              | Distancia entre ejes  |
| ------ | ---------------------------------------------------------- | -- | ------------------------ | --------------------- |
| B      | 142,6 plg³ (2,3 L) bloque de hierro fundido monocilíndrico | 9  | 2-marchas con planetario | 76 pulgadas (1930 mm) |

Model C (1901): El Modelo C fue el tercer modelo producido por Packard. Fue un paso adelante con respecto al Modelo B, con un motor más potente. También fue el primer Packard en utilizar un volante de dirección en lugar de la caña del timón. La velocidad máxima era 25 mph (40,2 km/h).
| Modelo | Motor                                                    | HP | Transmisión              | Distancia entre ejes  |
| ------ | -------------------------------------------------------- | -- | ------------------------ | --------------------- |
| C      | 183,8 plg³ (3 L) bloque de hierro fundido monocilíndrico | 12 | 2-marchas con planetario | 76 pulgadas (1930 mm) |

Model F (1901–1903): El Packard Modelo F fue el último automóvil con motor monocilíndrico fabricado por la Packard Motor Company. Tenía algunos avances importantes, incluida una nueva transmisión de 3 marchas. Cuando compitió en un concurso económico, el Modelo F promedió 27,5 mpgAm (8,6 L/100 km). Fue el Packard más caro hasta entonces, costando 2.500 dólares en 1902 (el precio se redujo a 2.300 dólares en 1903). Fue reemplazado por el Model G.
| Modelo | Motor                                                    | HP | Transmisión                          | Distancia entre ejes  |
| ------ | -------------------------------------------------------- | -- | ------------------------------------ | --------------------- |
| F      | 183,8 plg³ (3 L) bloque de hierro fundido monocilíndrico | 12 | 3-marchas con engranajes deslizantes | 84 pulgadas (2134 mm) |